# Conde de Lipa
Pour les articles homonymes, voir Lipa.
Ludwik Tarszeński Konarzenski, connu sous le nom de Conde de Lipa (comte de Lipa), né vers 1793 en Pologne et mort le 24 octobre 1871 à Zafra en Espagne, est un militaire et photographe polonais, actif en Espagne à partir de 1843.

## Biographie

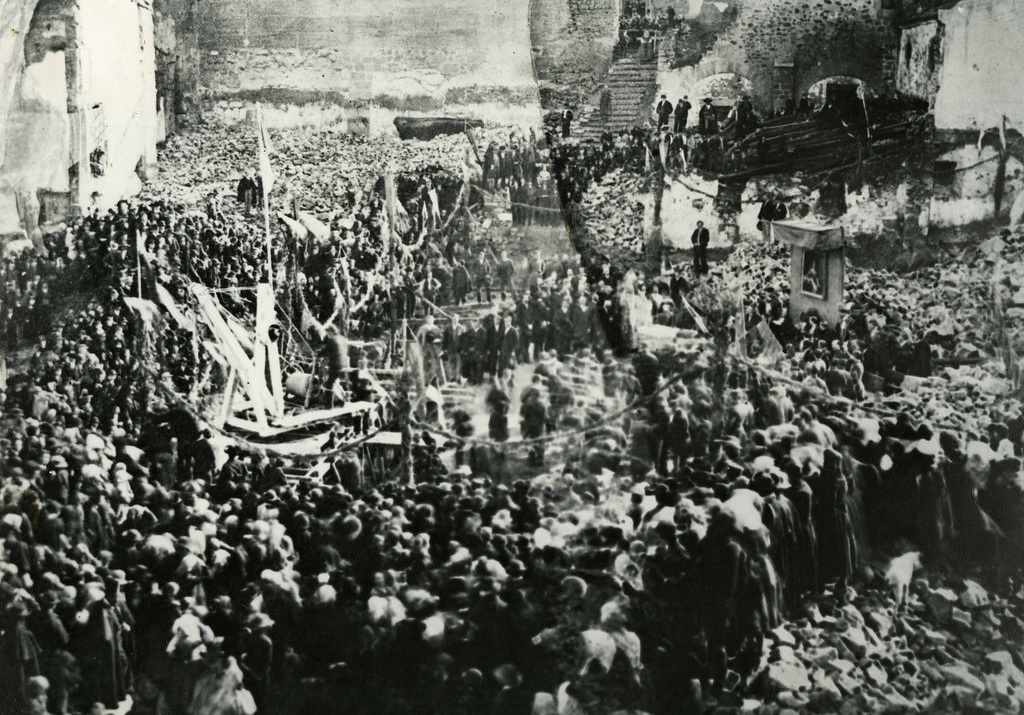
Pose de la première pierre de l'hôtel de ville de Cáceres en Estramadure, 1867.

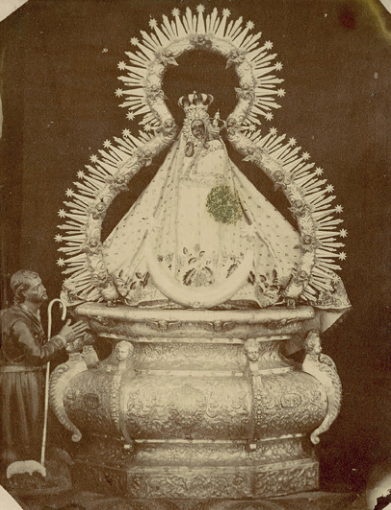
Vierge de la Cabeza, reliquaire, Palais royal de Madrid, 1865.

D'après son acte de décès, Ludwik Tarszeński est né à Lupko, dans la province de Podlasc en Pologne (la localité est peut-être 
Łupków) en 1793 ou en 1794, fils de Benedict Tarszeński, dit Grande de Polonia, et de Thecla Konarcenski. Il devient militaire dans l'armée polonaise, avec le grade de capitaine. En 1830, il participe à l'insurrection de Novembre contre le tsar russe Nicolas Ier et contre les abus de la tutelle russe en Pologne.
Après l'échec de l'insurrection, comme des milliers d'émigrés polonais, Tarszeński s'exile en France à Paris. À partir de 1843, il s'installe à Séville en Espagne. Il participe à la défense de la ville, au service de la reine Isabelle II, lors de l'assaut donné par Antonio Van-Halen ; il est fait chevalier de l'ordre d'Isabelle la Catholique. Il épouse en 1844 Magdalena de Voisins dans la paroisse de San Vicente, à Séville. 
Ludwik Tarszeński est connu à partir de ces années sous le nom et le titre de "Conde de Lipa" : comte de Lipa ; on ignore de qui il a reçu ce titre. Selon la légende familiale, il aurait reçu ce titre du roi des Français Louis-Philippe Ier, après avoir photographié la collection du musée du Louvre entre 1837 et 1842.
En 1847, il s'installe à Malaga, où il ouvre le premier studio de daguerréotype de la ville ; il enseigne la photographie et vend du matériel photographique de pointe importé de France. Il forme plusieurs photographes espagnols, notamment Juan Antonio Ibáñez Martínez, ainsi qu'Amalia L. de López, première femme photographe professionnelle d'Espagne, installée à Jaén, et autrice de l'un des portraits conservés de Conde de Lipa. 
Il est introduit dans les cercles littéraires ; en 1857, Pedro de Alarcón dédie une des ses nouvelles ¡Viva el Papa ! à « Luis Farszeñski, Conde de Lipa ». 
Il reçoit le titre de photographe de la reine Isabelle II d'Espagne et de la reine Marie II de Portugal, comme l'indique le dos de ses photographies. Dans la soirée du 26 avril 1866, il prend la photographie officielle de la pose de la première pierre de la Bibliothèque nationale d'Espagne à Madrid,.  
Le 24 octobre 1871, « Luis Tarszensky y Konarzensky, conde de Lipa, nacido en Lupko, provincia de Podlasc (Polonia) » [Luis Tarszensky y Konarzensky, comte de Lipa, né à Lupko, province de Podlasc (Pologne)] meurt à Zafra dans la province de Badajoz à l'âge de 77 ans.